# Andreas Hobler
Andreas Hobler (23 de julio de 1962) es un deportista alemán que compitió para la RFA en remo. Ganó dos medallas de plata en el Campeonato Mundial de Remo, en los años 1986 y 1987.

## Palmarés internacional
| Campeonato Mundial | Campeonato Mundial       | Campeonato Mundial | Campeonato Mundial      |
| Año                | Lugar                    | Medalla            | Prueba                  |
| ------------------ | ------------------------ | ------------------ | ----------------------- |
| 1986               | Nottingham (Reino Unido) | Medalla de plata   | Ocho con timonel ligero |
| 1987               | Copenhague (Dinamarca)   | Medalla de plata   | Ocho con timonel ligero |